# Johannes H. Voigt
Johannes Hermann Voigt (* 13. Oktober 1929 in Groß Wittensee; † 28. Februar 2020 in Marbach am Neckar) war ein deutscher Neuzeithistoriker und emeritierter Hochschullehrer für Überseegeschichte an der Universität Stuttgart.

## Leben
Voigt studierte ab 1950 Rechtswissenschaft, Geschichte und Anglistik an der Christian-Albrechts-Universität zu Kiel, der Philipps-Universität Marburg und der Universität London. 1959 wurde er mit einer Doktorarbeit zur britischen Politik in der Schleswig-Holstein-Frage (1859–1864) zum Dr. phil. promoviert. Von 1959 bis 1961 war er Dozent an der Benares Hindu University in Varanasi und 1961 bis 1962 an der Panjab University in Chandigarh in Indien. Danach forschte er am St Antony’s College der University of Oxford zur Entwicklung der indischen Geschichtsschreibung im Zeitalter des Nationalismus und erwarb dort 1968 den akademischen Grad eines Ph.D. (Doctor of Philosophy). Von 1968 bis 1971 arbeitete er als Research Fellow für indische Geschichte an der Australian National University in Canberra.
Voigt habilitierte sich 1973 an der Universität Stuttgart mit einer Arbeit über Indien im Zweiten Weltkrieg. Er wurde an der Universität Stuttgart 1973 Universitätsdozent und 1977 außerplanmäßiger Professor. Von 1979 bis zu seinem Ruhestand 1995 war er o. Professor und Leiter der damals eingerichteten Abteilung für Überseegeschichte. Seine Forschungsschwerpunkte waren die neuere Geschichte Indiens und die deutsch-australischen Beziehungen. Er war mit Ingrid Voigt verheiratet und hatte zwei Töchter und einen Sohn, den Historiker Sebastian Voigt.

## Schriften
- Indien im Zweiten Weltkrieg (= Studien zur Zeitgeschichte. Bd. 11). Deutsche Verlagsanstalt, Stuttgart 1978, ISBN 3-421-01852-9 (Zugleich: Stuttgart, Universität, Habilitationsschrift, 1973).
- Universität Stuttgart. Phasen ihrer Geschichte. Wittwer, Stuttgart 1981, ISBN 3-87919-324-X.
- Geschichte Australiens (= Kröners Taschenausgabe. Bd. 488). Kröner, Stuttgart 1988, ISBN 3-520-48801-9.
- Australien (= Beck’sche Reihe. 883, Länder). Beck, München 2000, ISBN 3-406-44783-X.
- Die Indienpolitik der DDR. Von den Anfängen bis zur Anerkennung (1952–1972) (= Stuttgarter historische Forschungen. 5). Böhlau, Köln u. a. 2008, ISBN 978-3-412-18106-2.
- Geschichte Australiens und Ozeaniens. Eine Einführung (= Geschichte der Kontinente. Bd. 4 = UTB. 3388). Böhlau, Köln u. a. 2011, ISBN 978-3-412-20619-2.